# Lillian Roth
Lillian Roth (ur. 13 grudnia 1910 w Bostonie, zm. 12 maja 1980 w Nowym Jorku) – amerykańska piosenkarka i aktorka.
Historia jej życia została opowiedziana w filmie Jutro będę płakać (I’ll Cry Tomorrow) z 1955 roku. W postać Lillian Roth wcieliła się Susan Hayward, która była nominowana za tę rolę do Oscara.

## Wybrana filmografia
- 1918: Pershing's Crusaders
- 1930: Król włóczęgów
- 1930: Madam Satan jako Trixie
- 1939: Snow Follies jako Piosenkarka Lillian Roth
- 1976: Alicjo, słodka Alicjo jako Patolog
- 1979: Boardwalk jako Ruth

## Wyróżnienia
Posiada swoją gwiazdę na Hollywoodzkiej Alei Gwiazd.